# کوپت
کوپت (انگلیسی: CUPET) شرکت دولتی نفت و گاز کوبایی است، که در سال ۱۹۶۰ تأسیس شد.